# Renault TN
De Renault TN is een historische Parijse stadsbus, geproduceerd door Renault. Er werden 770 exemplaren van dit type autobus gebouwd in de jaren 1930. De laatste TN6 werd in 1969 buiten gebruik genomen. De bus had aan de achterzijde een balkon.
Alle bussen hadden de motor voorin en telden twee assen met een wielbasis van 5 meter.

## Subtypes
De TN bestond uit twee hoofdtypes waaronder, met elk meerdere subtypes. Het gaat hierbij om de TN4 en de TN6 met de volgende subtypes:
- TN4C2
- TN4F à gaz, met een opbouw boven op het passagierscompartiment
- TN4HP
- TN6C2